# Campionati mondiali juniores di bob 1994
I Campionati mondiali juniores di bob 1994, ottava edizione della manifestazione organizzata dalla Federazione Internazionale di Bob e Skeleton, si sono disputati a Sankt Moritz, in Svizzera, sulla pista Olympia Bobrun St. Moritz–Celerina, il tracciato naturale sul quale si svolsero le competizioni del bob e dello skeleton ai Giochi di Sankt Moritz 1928 e di Sankt Moritz 1948 e la rassegna iridata juniores del 1989. La località elvetica ha quindi ospitato le competizioni mondiali di categoria per la seconda volta nel bob a due uomini e nel bob a quattro.

## Risultati

### Bob a due uomini
La gara si è disputata nell'arco di due manches.
| Pos. | Atleti                       | Nazione  |
| ---- | ---------------------------- | -------- |
|      | René Spies Sven Peter        | Germania |
|      | Rodžers Lodziņš Egīls Bojārs | Lettonia |
|      | nd                           | nd       |
| ...  | ...                          | ...      |
| 6    | Adrian Gaberthüel nd         | Svizzera |
| ...  | ...                          | ...      |

### Bob a quattro
La gara si è disputata nell'arco di due manches.
|     | Matthias Benesch Thomas Lebsa nd | Germania |     |     |
|     | nd Sven Rühr Lars Behrendt nd    | Germania |     |     |
|     | Adrian Gaberthüel nd             | Svizzera |     |     |
| ... | ...                              | ...      | ... | ... |

## Medagliere[1]
| Posizione | Nazione  | Oro | Argento | Bronzo | Totale |
| --------- | -------- | --- | ------- | ------ | ------ |
| 1         | Germania | 2   | 1       | 0      | 3      |
| 2         | Lettonia | 0   | 1       | 0      | 1      |
| 3         | Svizzera | 0   | 0       | 1      | 1      |
| Totale    | Totale   | 2   | 2       | 1      | 5      |